# Antonio Fazuni
Antonio Fazuni (* ca. 1510 vermutlich in Malta; † nach 1555; auch Faissant oder Falzon geschrieben) war italienischer Architekt und Festungsbaumeister der Renaissance.
Von Antonio Fazuni sind nur wenige Details seines Lebens bekannt. Sein Geburtsjahr und Geburtsort sind unbekannt, man weiß nur, dass er aus Malta kam und der italienischen Kultur angehörte. Greifbar wird die Person Antonio Fazuni lediglich in den Ratverlässen, Ratsbüchern und Bestallungsurkunden mit Gehaltsquittierungen der Freien Reichsstadt Nürnberg zwischen 1538 und 1555 im Zusammenhang mit den von ihm entworfenen Bastionen im Nordwesten der Nürnberger Burg und einigen anderen Arbeiten für die Stadt.
Einige Kunsthistoriker wollten Fazuni auch mit weiteren bedeutenden Renaissance-Bauten im deutschen Kulturraum in Verbindung bringen. Alfred Peltzer versuchte, Fazuni mit dem „Anthoni“ genannten Schöpfer des Ottheinrichsbaus auf dem Schloss zu Heidelberg zu identifizieren. Andere Vermutungen sahen in dem Nürnberger Baumeister, Goldschmied, Medailleur und Graphiker Peter Flötner den Architekten dieses Renaissancebaus. Adolf von Oechelhäuser hielt Fazuni für den Italiener Antonio di Teodoro, der 1553 als Verfertiger von stilistisch mit dem Ottheinrichsbau sehr verwandten Arbeiten am Piastenschloss in Brzeg (ehemals Brieg) in Schlesien überliefert ist. Beide Identifikationen bleiben aber weitgehend hypothetisch.

## Leistungen
Fazuni suchte 1538 wohl einen neuen Tätigkeitsbereich und trat von sich aus an den Rat der Freien Reichsstadt Nürnberg heran als jemand, „so sich für ein sondern künstner und pawverstenndigen mann ausgeben, auch in der kay[serlichen] m[ajestät] dienst als ein gepewangeber und zurichter sein soll, daß er aus für sich selbs gethaner bsichtigung dise stat Nurmperg dermaßen gelegen finde, daß die von allen andern in teutscher nation vest ze machen sein möcht“ (Ratsverlass vom 25. April 1538, deutsch: „[...] der sich für einen besonderen Künstler und bauverständigen Mann aus[gab], [und] auch im Dienst der Kaiserlichen Majestät als Baumeister und Bauorganisator [tätig gewesen] sein soll. Durch eigenständige Besichtigung [habe] er die Stadt Nürnberg geographisch und topographisch so gut gelegen gefunden, dass sie von allen anderen [Städten] deutscher Nation am besten befestigt werden könnte.“). Fazuni wurde daraufhin in einem Colloquium mit den obersten Baumeistern und einigen Ratsherren der Stadt auf seine Qualifikation hin überprüft mit dem Ergebnis, „daß sie bey disem Senior Anthonio ein solichen verstandt über gepew gefunden, dergleichen sie zuvor nie von jemand gehört, daß er auf alle ime furgeworfenen fragstuck und gehaltene gegenpart so geschickte verstenndig und lauter antwurt geben und dessen allemal seine ursachen mit angezeigt, daß augenscheinlich ze greiffen sey, daß sein fürgeben grunndt hab“ (Ratverlass vom 29. April 1538, deutsch: „[...] dass sie bei diesem Herrn Anthonio ein derartiges Wissen über Bauwerke gefunden [haben], dergleichen sie zuvor nie von jemand gehört [hätten], dass er auf alle ihm vorgelegten Fragen und Entgegnungen so geschickt, ehrlich und klar geantwortet und [darüber hinaus] seine Beweggründe mit aufzeigt habe, dass sein Vorschlag, die Stadtbefestigung erheblich zu verbessern, in seiner Dringlichkeit offensichtlich war.“).
Damit hatte Antonio Fazuni vor dem Nürnberger Rat seine überragende künstlerische und vor allem fortifikations-architektonische Qualifikation bewiesen und bekam daraufhin den Auftrag zum Entwurf der Burgbasteien im Norden und Westen der Kaiserburg, die unter seiner und der reichsstädtischen Baumeister Leitung 1545 vollendet wurden. Diese Basteien haben die verheerenden Bombenangriffe, denen große Teile der Burganlage zum Opfer gefallen sind, überstanden und sind heute noch in ihrer ursprünglichen Gestalt zu sehen. Teile des massiven Kasemattensystems im Fundament der Anlage waren sogar erfolgreich als Luftschutz-Unterstände genutzt worden.
Neben einigen anderen Arbeiten fertigte Fazuni 1542 noch ein umfangreiches Gutachten über die gesamte Stadtbefestigung an. Diese in Schweinsleder gebundene Handschrift – wohl eine Reinschrift der Übertragung ins Deutsche von der Hand eines Ratsschreibers, denn Fazuni benötigte stets einen Dolmetscher – ist im Nürnberger Stadtarchiv (Reichsstädtisches Baumamt, Amtsbücher Nr. 69) heute wieder zugänglich. Bei einem der Reichsparteitage in Nürnberg hatte nämlich der damalige NS-Oberbürgermeister Willy Liebel diese Handschrift Adolf Hitler als Geschenk der Stadt überreicht, während das Stadtarchiv sich dann mit einer Fotokopie begnügen musste. Bei Kriegsende geriet das Original als Beutegut in dunkle Kanäle und tauchte in den fünfziger Jahren auf dem internationalen Kunstmarkt wieder auf, wo der damalige Stadtarchivdirektor diese Handschrift wieder für das Stadtarchiv Nürnberg erwerben konnte.
Antonio Fazuni erscheint in den Nürnberger Quellen letztmals 1555, als er an ein Mitglied des Rates ein Bittgesuch um finanzielle Unterstützung richtete, weil er „abermals im welschlanndt beraubt worden und in armut kumen sei“ (Ratsverlass vom 21. April 1555, deutsch: „[...] abermals in Italien beraubt worden und in Armut gekommen sei.“).